# کاوازو گاکه
کاوازو گاکه (به ژاپنی: 河津掛)-(به انگلیسی: Kawazu gake) یکی از فنون و تکنیک‌های دستهٔ ناگه-وازا رشتهٔ ورزشی جودو است که در زیردستهٔ سوتمی-وازا دسته‌بندی می‌شود. هدف از این تکنیک، واردآوردن فشار و درگیرکردن پاهای حریف است.